# David Babunski
David Babunski (født 1. marts 1994) er en makedonsk fodboldspiller.

## Makedoniens fodboldlandshold
| Makedoniens landshold | Makedoniens landshold | Makedoniens landshold |
| År                    | Kmp                   | Mål                   |
| --------------------- | --------------------- | --------------------- |
| 2013                  | 3                     | 0                     |
| 2014                  | 2                     | 0                     |
| 2015                  | 0                     | 0                     |
| 2016                  | 2                     | 0                     |
| 2017                  |                       |                       |
| Total                 | 7                     | 0                     |